# Parosmylus yadonganus
Parosmylus yadonganus är en insektsart som beskrevs av C.-k. Yang 1987. Parosmylus yadonganus ingår i släktet Parosmylus och familjen vattenrovsländor. Inga underarter finns listade i Catalogue of Life.